# Щанкин, Иван Петрович
Щанкин Иван Петрович — российский дизайнер. Заслуженный художник Республики Мордовия (2007). Член-корреспондент Российской академии художеств (2012).

## Биография
Родился 10 сентября 1963 года в селе Новое Пшенево Ковылкинского района Республики Мордовия.
Окончил Саранское художественное училище им. Ф. В. Сычкова в 1988 году, затем в 1993 году — Московское высшее художественно-промышленное училище (ныне Московская государственная художественно-промышленная академия им. С. Г. Строганова) по специальности интерьер и оборудование (Руководители дипломной мастерской: Н. К. Соловьев, Н. В. Мельникова, А. Н. Стасюк)
В 2007 году за разработку проекта оформления Мордовского Государственного Драматического Национального драматического театра удостоен благодарности президента Российской Федерации В. В. Путина.
Живёт и работает в Саранске Республики Мордовия.
Основные проекты
Участник и руководитель творческих коллективов значимых для РМ проектов оформления:
музея «Военного и трудового подвига 1941—1945 гг.» Республики Мордовии
музея МГУ им. Н. П. Огарева; Мордовского Государственного Драматического Национального Театра(2007)
Мордовского Национального Театра оперы и балета им. И. М. Яушева (2009—2011)
Дворца культуры и искусств НИ МГУ им. Н. П. Огарева
Центра ассоциации финно-угорских народов Российской Федерации,
Реконструкция здания и интерьеров Государственного русского драматического театра (Саранск) и др.
Автор учебного пособия в соавторстве с Горюновой Ю. А. «История и методология дизайн-проектирования» (2016)
Член-корреспондент Российской академии художеств (Отделение дизайна, 2012)
Заслуженный художник Республики Мордовия (2007)
Член Творческого союза художников России (2002)
Персональные выставки
- Участник творческих выставок «Святыни земли русской» (Саранск, 1999),
- юбилейная выставка «20 лет Союзу Дизайнеров» (г. Москва, 2007),
- фестиваль дизайна «Стрелка» (Нижний Новгород, 2007),
- «Изобразительное искусство Мордовии» (Москва, 2011),
- «Россия — Родина моя» (Саранск, 2012)

## Государственная, общественная и педагогическая деятельность
- Председатель Мордовского регионального отделения МОА «Союз дизайнеров»
- Профессор кафедры дизайна и рекламы ФГБУ ВО «МГУ им. Н. П. Огарева»
- Член Государственной аттестационной комиссии кафедры дизайна и рекламы.

Государственные и общественные награды и премии
- Благодарность Президента Российской Федерации (1 декабря 2007 года) — за активное участие в подготовке и проведении Международного фестиваля национальных культур финно-угорских народов[2],
- Лауреат Государственной премии Республики Мордовия (2013)

Награды РАХ
- Медаль «Шувалов» РАХ (2011),
- Золотая медаль Российской академии художеств (2011)
- Благодарность РАХ (2016)

Дипломы
- Диплом участника Всероссийской художественной выставки «Россия — Родина моя!» (2012)
- Благодарность ФГБУ ВО «МГУ им. Н. П. Огарева» (2016)
- Грамота ФГБУ ВО «МГУ им. Н. П. Огарева» (2016)
- Диплом МОА «Союз дизайнеров» (2007, 2008, 2012, 2016)
- Дипломом МГХПА им. С. Г. Строганова (2016)
- Другие дипломы, грамоты и благодарственные письма